# 우메시마촌
우메시마촌(일본어: 梅島村)은 일본 군마현 오라군에 설치되었던 촌이다.